# Leignes-sur-Fontaine

Leignes-sur-Fontaine este o comună în departamentul Vienne, Franța. În 2009 avea o populație de 573 de locuitori.